# Môi giới chứng khoán

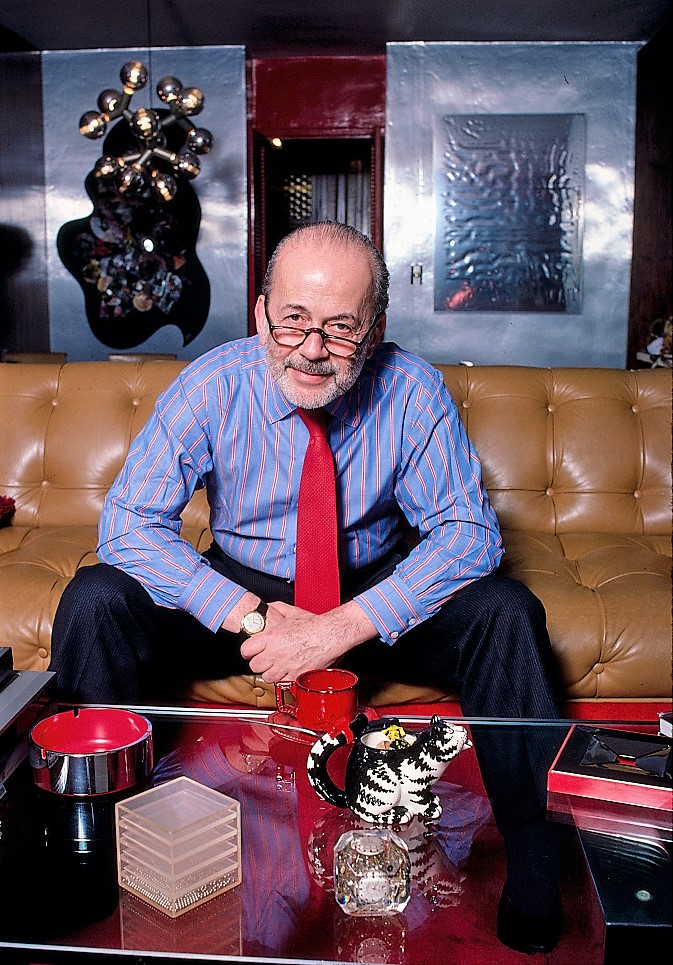
Một nhà môi giới chứng khoán

Môi giới chứng khoán (Stockbroker) là một cá nhân hoặc công ty thực hiện mua và bán cổ phiếu, các khoản đầu tư khác cho một người tham gia thị trường tài chính để đổi lấy huê hồng, phí môi giới hoặc ghi điểm cho doanh nghiệp. Một trong những công việc quan trọng của môi giới chứng khoán là môi giới cổ phiếu. Ở Việt Nam, môi giới chứng khoán được Luật Chứng khoán năm 2019 định nghĩa "là việc làm trung gian thực hiện mua, bán chứng khoán cho khách hàng" và Công ty chứng khoán được đăng ký hoạt động lưu ký chứng khoán khi được cấp phép thực hiện nghiệp vụ môi giới chứng khoán, Công ty chứng khoán chỉ được cấp phép thực hiện nghiệp vụ tự doanh chứng khoán khi được cấp phép thực hiện nghiệp vụ môi giới chứng khoán. Tại Hoa Kỳ, Cơ quan quản lý ngành tài chính cung cấp một công cụ trực tuyến được thiết kế để giúp hiểu các chỉ định chuyên nghiệp.
Ở hầu hết các quốc gia, người thực hiện môi giới chứng khoán được quy định là nhà môi giới (nhân viên môi giới chứng khoán) hoặc người môi giới-đại lý và có thể cần phải có giấy phép liên quan và có thể là thành viên của sàn giao dịch chứng khoán. Họ thường đóng vai trò là tư vấn tài chính và người quản lý đầu tư. Trong trường hợp này, nhân viên môi giới cũng có thể được cấp phép thực hiện tư vấn tài chính chẳng hạn như tư vấn đầu tư đã đăng ký (ở Hoa Kỳ). Những về chức danh chuyên môn của các cá nhân trong lĩnh vực này ảnh hưởng đến loại hình đầu tư họ được phép bán và dịch vụ họ cung cấp bao gồm tư vấn tài chính được chứng nhận, người lập kế hoạch tài chính được chứng nhận hoặc nhà phân tích tài chính Chartered (ở Hoa Kỳ và Vương quốc Anh), Chartered Financial Planner hay chứng chỉ CFP (ở Vương quốc Anh). Ở Việt Nam, để thực hiện việc môi giới chứng khoán phải được cấp Chứng chỉ hành nghề môi giới chứng khoán.
Nhìn chung, những người thực hiện môi giới chứng khoán là chuyên gia giúp khách hàng của họ đầu tư vào các loại chứng khoán như cổ phiếu, trái phiếu, chứng chỉ quỹ, quỹ tương hỗ hoặc các khoản đầu tư khác, môi giới chứng khoán đảm nhiệm là bên trung gian giúp người bán và người mua chứng khoán giao dịch một cách nhanh chóng, thuận lợi, những người này dùng chuyên môn đảm bảo rằng các nhà đầu tư đưa ra quyết định và không lỡ cơ hội do thiếu thông tin, nhân viên môi giới sẽ cung cấp các nghiên cứu và phân tích về thị trường tài chính, thị trường chứng khoán cho khách hàng. Nhà môi giới chứng khoán sẽ tư vấn, đưa ra lời khuyên cho các nhà đầu tư trong việc mua bán cổ phiếu, trái phiếu và các chứng khoán khác được giao dịch trên thị trường, họ sẽ tư vấn khách hàng nên chọn loại cổ phiếu, số lượng, thời điểm mua hoặc bán chứng khoán và các quyết định khác nhằm đảm bảo lợi ích của nhà đầu tư đã sử dụng dịch vụ, họ sẽ vận dụng kiến thức, kỹ năng nghiệp vụ của mình cùng như cập nhật liên tục những thông tin về thị trường. Người môi giới cũng cần có khả năng trình bày, giải thích các chiến lược đầu tư một cách rõ ràng để khách hàng có thể hiểu, nắm bắt.